# Villaggio dello sport Nino Bellini
Il villaggio dello sport Nino Bellini è un centro polisportivo realizzato a partire dagli anni settanta a Crema e ampliato nel corso del tempo.

## Il centro natatorio
L'idea di dotare Crema di un impianto natatorio era già presente fin dagli anni cinquanta e venne spesso riproposta in occasione delle tornate elettorali senza, tuttavia, ottenerne concretezza.
Nel 1960 il quotidiano La Provincia auspicava sulle proprie pagine la realizzazione di una piscina, vista ad ogni modo più come luogo di intrattenimento piuttosto che come impianto sportivo.
Verso la seconda metà degli anni sessanta il dibattito in ambito politico ed amministrativo si fece più frequente: il problema più contingente era quello del finanziamento e vennero presi contatti con il Coni per un contributo a fondo perduto. Nel 1969 durante una tavola rotonda promossa dalla locale sezione del Lions Club l'ing. Ferrera, dirigente dell'Olivetti, comunicava che la società era disposta ad anticipare parte della somma per la realizzazione dell'impianto. L'Olivetti in quegli anni era una delle principali realtà produttive di Crema e stava costruendo nei pressi della cascina Pierina un nuovo e moderno stabilimento. La proposta, tuttavia, non ebbe seguito.
Fu la giunta presieduta dal sindaco Archimede Cattaneo ad inserire il progetto nelle opere quinquennali del proprio mandato e per tutto l'anno 1971 il già citato quotidiano locale "La Provincia" moderò un dibattito ospitando opinioni in merito alla collocazione dell'impianto. Le varie ipotesi vertevano sull'affiancamento alla palestra Pergoletto, sull'abbattimento del velodromo e la conseguente occupazione dell'area resa libera, l'acquisizione di zone oltre il canale Vacchelli oppure nel quartiere Ombriano. Interventi di privati cittadini proponevano l'uso della "buca" di viale Santa Maria della Croce, oppure l'area un tempo adibita a magazzini comunali, presso il centro culturale Sant'Agostino in pieno centro storico (oggi CremArena), l'area del Centro di incremento ippico e altre ipotesi ancora. Gli interventi, inoltre, non erano sempre concordi sulla natura della nuova struttura: vi era chi auspicava un centro ricreativo con parco (e di uso, quindi, estivo), chi avrebbe voluto un centro natatorio per l'utilizzo sportivo in ogni stagione dell'anno.
L'orientamento dell'Amministrazione comunale fu quello di un centro sportivo, subordinato ad un finanziamento del Coni. Verso la fine dell'anno fu vincolata un'area prossima a via Indipendenza, un'arteria costruita nel decennio precedente quale circonvallazione ovest della città ma ben presto urbanizzata. La decisione trovò fortemente contrari i proprietari di quei terreni che non ritenevano la struttura "di tipo pubblico" e consideravano incongrui i risarcimenti. Vennero comunque avviate le pratiche di esproprio e redatto un primo progetto che prevedeva due piscine coperte ed una scoperta. Fu contattato, infine, il Coni per ottenere un credito sportivo con mutuo agevolato.
Durante la seduta dal Consiglio comunale del 25 giugno 1974 fu approvato il progetto dell'architetto Pino Zoppini, che prevedeva due vasche coperte e due scoperte, nonché il preventivo di 665 milioni di lire.
Gli avvisi per la gara d'asta furono emessi nel gennaio 1976 da parte della nuova amministrazione comunale guidata da Maurizio Noci. La Regione Lombardia concedette un contributo per il pagamento degli interessi sul mutuo contratto con un istituto bancario.
Sempre nel corso del 1976 la Regione approvava formalmente l'autorizzazione a prendere possesso dell'area (peraltro già espropriata) per la realizzazione del centro natatorio. I lavori furono appaltati nell'estate ad una ditta di Milano ma subirono una battuta d'arresto a seguito delle divergenze di opinione tra il progettista a la ditta aggiudicataria in merito alle modalità di palificazione. Nel 1977 i lavori subirono un ulteriore stop per mancanza di risorse e la Giunta comunale approvò un prefinanziamento di 200 milioni in aggiunta a quelli preventivati. Un ulteriore mutuo fu contratto, non senza polemiche, durante il 1978 portando il costo di realizzazione dell'opera a 1 miliardo e 100 milioni.
I lavori vennero portati avanti solo per la realizzazione delle vasche coperte e si conclusero nell'agosto 1979: la struttura fu inaugurata ufficialmente il 1º novembre alla presenza delle autorità, cui seguirono esibizioni sportive.
Nella prima metà degli anni ottanta proseguirono i lavori dal costo di circa due miliardi, per la realizzazione delle vasche scoperte le quali furono aperte al pubblico nell'estate 1985.
La gestione fu affidata all'Associazione istruttori nuoto, cui subentrò nel 2002 la società a partecipazione pubblica ACS (Azienda Cremasca Servizi), divenuta nel 2003 SCS (Società Cremasca Servizi, oggi Linea Gestioni) nata dopo la fusione con il Consorzio Cremasco. Il nuovo Consiglio di amministrazione deliberò un potenziamento dell'intero centro sportivo, tra cui l'ampliamento della struttura natatoria, inclusi lavori di abbattimento delle barriere architettoniche e l'installazione di un impianto fotovoltaico, grazie a fondi regionali, comunali e della stessa azienda; i lavori dal costo di circa un milione di euro furono conclusi nel 2007.
Ulteriori lavori furono intrapresi tra 2010 e 2011 sulle vasche esterne alle quali fu aggiunta una laguna ad onde.

### Strutture
Queste le caratteristiche dell'infrastruttura.
Al coperto:
- Vasca 25×16 m, profondità 1,80 m
- Vasca 16×5 m, profondità 0,60÷0,90 m
- Vasca 25×12 m, profondità 1,30 m
- Vasca per nuoto neonatale 5×5 m, profondità 0,70 m
- Vasca per nuoto gestanti 5×5 m, profondità 1,10 m
- Vasca sub 10×3m profondità 4,00 m

Allo scoperto:
- Vasca olimpionica 50×21m, profondità 1,15÷1,80 m
- Vasca media 25×10 m profondità 1,15÷1,50 m
- Vasca ludica con scivolo: diametro 18 m, profondità 0,40÷1,10 m
- Vasca con onde, superficie 1000 m², profondità da 0 a 1,60 m

## Il bocciodromo
Nel 1976 venne proposta l'idea che sull'area prossima alla costruenda piscina potesse essere realizzato un bocciodromo coperto, atteso da alcuni anni dai praticanti di questa disciplina sportiva. L'orientamento era quello di una gestione privata in convenzione.
Nel 1979 era prevalente la realizzazione di una struttura nel quartiere Castelnuovo e ciò fu fonte di contrasti all'interno della coalizione di sinistra presieduta da Maurizio Noci.
Il progetto di tre campi da bocce infossati fu redatto dall'ufficio tecnico comunale e fu approvato, infine, nel 1981, preventivando una spesa di 690 milioni di lire. Il mutuo assunto con l'Istituto per il Credito sportivo nel 1982 permise l'avvio dei lavori.
I lavori subirono numerosi rinvii, ritardi nella concessione dei permessi di agibilità e dei collaudi amministrativi e vennero conclusi nel 1990.
Nel 2018 il Comune di Crema firmava con il Consorzio Unifib un accordo per la gestione dell’impianto fino al 2040; l'intesa prevedeva la ristrutturazione dell'impianto su progetto della Federazione Italiana Bocce in cambio della corresponsione di un contributo annuo di 35 mila euro per 15 anni. I lavori del primo lotto furono conclusi solo parzialmente nell'inverno 2022/2023, con contestazioni sulla rispondenza del capitolato e senza la possibilità di concedere alla ditta appaltatrice una proroga per il diniego dell'Autorità nazionale anticorruzione. Nel mese di luglio 2023 un evento meteorologico estremo danneggiò molto gravemente la nuova copertura determinando la chiusura dell'impianto per inagibilità.

### Campionati europei femminili 2013
Dal 19 al 21 settembre 2013 il bocciodromo di Crema ospitò i campionati europei femminili di bocce con la partecipazione di venti rappresentative nazionali e sessioni di gare per l'assegnazione di tre titoli. L'Italia vinse due medaglie d'oro nella specialità seniores individuale (vittoria di Germana Cantarini) e nel torneo a squadre (Agnese Aguzzi, Germana Cantarini, Linda Cristofori ed Elisa Luccarini). Nella gara individuale under 23 vinse la svizzera Laura Riso che batté in finale l'italiana Maria Losorbo.

### Strutture
- N. 6 campi coperti 26,5×4,1 m con fondo sintetico, illuminati, ventilati e riscaldati[35]
- I campi sono omologati per gare di serie A nazionali e internazionali[36]

## Losport village
Negli anni 2000 a fianco della piscina e del bocciodromo furono costruite o potenziate altre strutture sportive formando un cosiddetto sport village composto da campi da tennis, beach volley, calcio a 5 e una parete per arrampicata libera.

### Strutture
Caratteristiche delle infrastrutture:
- tennis: 4 campi da gioco polivalenti (2 scoperti e 2 coperti)
- calcio a 5: 4 campi da gioco polivalenti (2 scoperti e 2 coperti) più un campo grande dedicato
- 1 campo per la pratica del beach volley
- sala spinning e fit-box

## L'intitolazione a Nino Bellini
In occasione dell'inaugurazione delle nuove vasche della piscina l'intero complesso sportivo fu denominato "Villaggio dello sport Nino Bellini", in memoria del socio fondatore della CSI e del Panathlon Crema; Bellini fu anche dirigente locale del Coni.